# Алексеевка (городской округ Истра)
Алексеевка — деревня в городском округе Истра Истринского района Московской области. Население — 10 человек (2010). До 2017 года входило в состав Онуфриевского сельского поселения того же района.
В деревне четыре улицы, зарегистрировано два садовых товарищества и ЗАО Мансуровское карьероуправление. В Алексеевке работает ЗАО «Мансуровское Карьероуправление», с Истрой деревня связана автобусным сообщением (автобусы № 26 и № 48).
Находится в 18 км юго-западнее Истры, у истоков реки Молодильня, высота над уровнем моря 205 м. Близлежащие деревни — Карасино, Шебаново и Корсаково.

## Население
| 2002 | 2006 | 2010 |
| ---- | ---- | ---- |
| 7    | →7   | ↗10  |